# Calamecca
Calamecca  è una frazione del comune italiano di San Marcello Piteglio, nella provincia di Pistoia, in Toscana.

## Geografia fisica
Il borgo di Calamecca è situato presso le sorgenti del fiume Pescia di Pescia, nella sua più alta valle detta Val di Forfora, a poca distanza dalla frazione di Crespole e presso i boschi della tenuta della Macchia Antonini. È posto a 693 m s.l.m. della Montagna Pistoiese.

## Storia

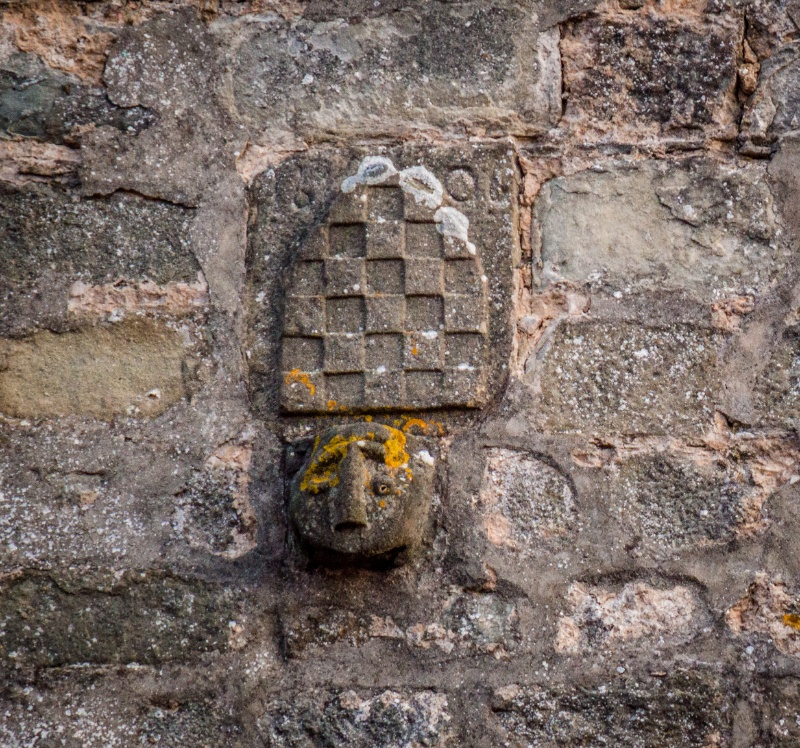
Stemma capovolto della città di Pistoia sul campanile della Chiesa di San Miniato

La prima notizia certa del toponimo Calamecca risale all'alto Medioevo, precisamente il 9 aprile 767, ed è contenuta in un atto notarile conservato nell'Archivio storico Pistoiese, nel quale un nobile longobardo, tale Willifredo di Willerado, assegna in dote alla chiesa dei Beati Pietro e Maria a Piunte una «silva e quattro case».
Nel 1182 il castello per la sua importanza strategica è sottoposto ad un lungo assedio da parte delle milizie pistoiesi, che termina con la presa e la distruzione del castello. L'abbattimento avviene a norma dell'articolo 135 degli antichi statuti del Comune di Pistoia; il paese rimane privato anche della sua pieve. Da un censimento a scopo fiscale del 1244, emerge che il Comune di Calamecca è sottomesso a quello di Pistoia e dal quale risulta che la rocca conta 45 fuochi (circa 200 persone).
Coinvolta come tutto il territorio montano nelle lotte di fazione, che dalla fine del XIII secolo contrapposero la famiglia guelfa dei Panciatichi a quella ghibellina dei Cancellieri, Calamecca rimane un feudo ghibellino assieme a Lanciole fino alla conquista del 16 febbraio 1290, ad opera del guelfo Spino di Trivulzio de' Panciatichi la cui roccaforte era nella guelfa Crespole. Il castello dopo essere nuovamente raso al suolo nel 1303 per aver dato rifugio al lucchese Giovanni Trinciavelli, ritorna nelle mani di Ricciardo Cancellieri, ma Giovanni Panciatichi lo riconquista dopo numerosi assalti. Ricostruita la rocca ad opera dei pistoiesi, nel 1335 Calamecca passa definitivamente sotto il controllo dei fiorentini. Questo è un periodo di notevole calo della popolazione a seguito di carestie, pestilenze e lotte di fazione: dal censimento del 1383 risultano 130 "bocche", nel 1404 scendono a 82. Nel 1402 Ricciardo il Giovane si allea con Gian Galeazzo Visconti, signore di Milano, per abbattere i Panciatichi, ma la morte del duca tronca il suo disegno e la conseguenza che ne scaturisce è la cessione ai fiorentini dei castelli di Sambuca, Calamecca e Piteglio. Agli inizi del XV secolo Calamecca viene compreso nel territorio del Capitanato della Montagna, tuttavia il comune mantiene sempre una certa autonomia amministrativa continuando a governarsi in base alle proprie leggi.
Nel 1526 inizia la stesura degli statuti di Calamecca per proteggere i beni della comunità e rendere tangibili i suoi confini.
Il 2 agosto 1530 Francesco Ferrucci con tremila fanti e trecento cavalieri nel tentativo di portare soccorso alla città di Firenze assediata dalle truppe imperiali, arriva a Calamecca e vi pernotta prima di combattere la sua ultima battaglia, quella di Gavinana. Il fatto è comprovato e contenuto nell'ultima lettera scritta ai Signori Dieci: “Siamo alli 2 d'agosto e ci troviamo a Calamec, ed intendiamo Fabrizio che marciano alla volta di costà. Domattina, piacendo a Dio, marceremo alla volta di Montale; e ci bisognerà, a voler pascer la gente, sforzar qualche luogo, perché non troviamo corrispondenza di vettovaglia ”.
Vengono ancora incendiate e distrutte le case della fazione cancelliera del castello di Calamecca (1532 e 1537) da parte dei Panciatichi. Tra il 1628 e il 1631 le carestie e le epidemie di tifo petecchiale e di peste colpiscono nuovamento il paese. Con le riforme leopoldine del 24 aprile 1775 e l'abolizione delle magistrature locali termina l'autonomia amministrativa di Calamecca.
Durante la prima guerra mondiale, sei soldati di Calamecca perdono la vita in combattimento o per malattia. Nel 1921 viene eretto nella piazza centrale un monumento funebre in ricordo dei caduti. Il 29 luglio 1929 viene inaugurato il parco della Rimembranza.
Nel settembre 1943 inizia la costruzione della linea Gotica sui monti sovrastanti Calamecca. Il 5 ottobre 1943 un bombardiere americano 817 viene abbattuto dai caccia tedeschi nella vallata fra Calamecca e la Serra. Intanto Manrico Ducceschi, nome di battaglia "Pippo", costituisce nei pressi di Calamecca il primo nucleo partigiano. Fanno parte di questa formazione denominata "Esercito di Liberazione Nazionale - Comando Xl Zona Militare Patrioti", i calamecchini Giorgio Cioletti, Gernando Fanti, Giuseppe Pocci, Renato Pelleschi e Renata Bartolozzi con la quale Manrico Ducceschi si unì poi in matrimonio. Nella notte tra il 18 e il 19 marzo 1944 avviene l'assalto dei quindici partigiani alla fattoria della Macchia Antonini dove vengono neutralizzati molti militari tedeschi della 3ª Compagnia del 2º battaglione Genio Pionieri. Tra il 19 e il 25 settembre 1944, Calamecca, come molti paesi della provincia di Pistoia, subisce una durissima rappresaglia da parte delle forze tedesche in ritirata, nel corso della quale trovano la morte quindici persone di cui due bambini. I responsabili sono probabilmente alcune pattuglie della 16ª Divisione SS "Reichsfuhrer", che dopo aver lasciato Sant'Anna di Stazzema e la zona di Apuania, si stanno dirigendo verso il valico appenninico e bolognese. Nei primi giorni dell'ottobre 1944 Calamecca è liberata.

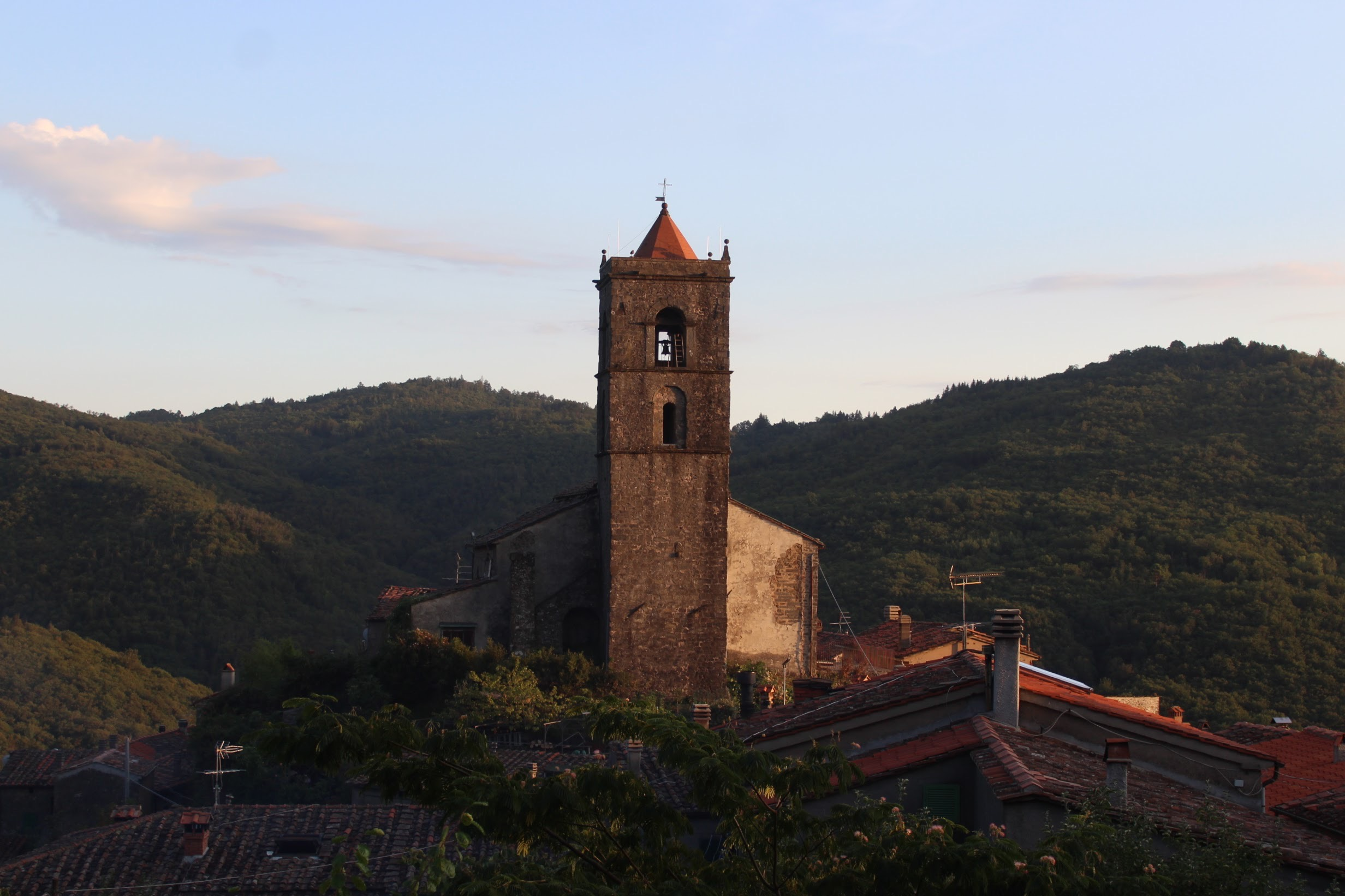
Campanile della Chiesa di San Miniato

## Monumenti e luoghi d'interesse

### Architetture religiose
Nella parte alta del paese si trova la chiesa di San Miniato, edificio sacro a tre navate, con archi e colonne dai capitelli in pietra serena, databili al XVII secolo e decorati con fiori, volute e teste umane, che ricordano quelli della pieve di San Leonardo di Serra Pistoiese. Dell'aspetto romanico della primitiva chiesa non rimane che la parte esterna, poiché l'interno ha subito varie modifiche nel corso del XVIII secolo, come dimostrano gli imponenti altari barocchi, i due confessionali in pietra serena, le pale d'altare per il culto della Vergine e dei santi, e il soffitto ligneo policromo a cassettoni nella navata centrale (all'interno di ogni riquadro, entro una cornice ottagonale, il busto di un apostolo, la cui figura è rivolta verso l'ordine centrale, raffigurante angeli e la colomba dello Spirito Santo).
Sul lato sinistro della scalinata che porta alla chiesa, affiancata alla navata sinistra dell'edificio sacro, si trova una terrazza panoramica che affaccia sulla vallata circostante.

### Piazza Francesco Ferrucci
Nella piazza centrale, intitolata a Francesco Ferrucci, si trova una fontana in pietra serena costituita da una vasca rettangolare detta "pillone", con volta ad arco a tutto sesto sulla cui chiave è scolpito lo stemma mediceo, e da una vasca più piccola che serviva ad abbeverare gli animali. Nello statuto della comunità di Calamecca del 1526, al secondo capitolo, sono riportati divieti e punizioni a chiunque la danneggi: «Item ordiniamo, per vietare ogni inconveniente et danno alla fontana, che per l’avenire nessuno homo, overo donna, fanciullo, siano arditi a danneggiarla, rompendo il condotto, mettendo sporcitia nella pila o nel condotto in detta pila lavando brutture, overo presso a detta braccia tre. Caschi in pena per ciascheduna volta, chi contra farà, di lire due». Nei pressi della fontana, il 4 settembre 1921 fu collocato il monumento ai caduti della prima guerra mondiale realizzato dallo scalpellino Cherubino Cioletti. Il cippo, in pietra serena, è costituito da gradini che sorreggono un parallelepipedo e un obelisco, terminante con una stella a cinque punte. Sulla lapide di marmo sono incisi i nomi dei caduti. Sulla facciata dell'edificio dietro la fontana, una lapide di marmo ricorda la casa natale dell'abate Pietro Contrucci, epigrafista e uomo politico, nonché patriota del risorgimento italiano.

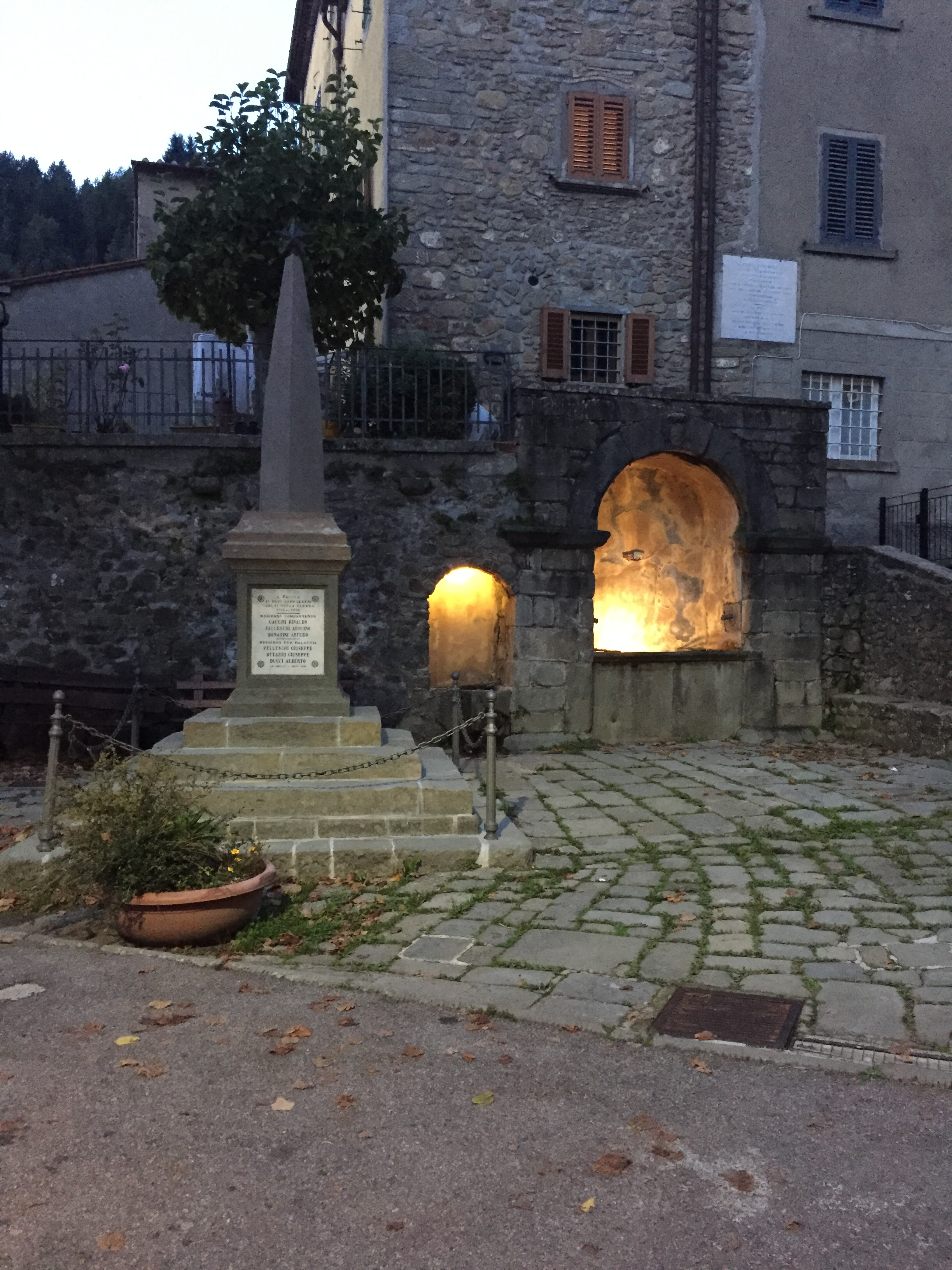
Fontana medicea e monumento ai caduti della Grande Guerra

In cima alla salita che conduce alla biforcazione delle vie del Borghetto e dell'Aia, al centro è situata una cappellina in pietra serena risalente al 1573 e dedicata alla Vergine Maria. Sulla destra della cappellina, percorrendo la via del Borghetto, si trova un piccolo museo degli antichi mestieri (gestito dalla pro loco) con utensili del passato, utilizzati dalla popolazione locale nel XIX e XX secolo. Imboccando la via dell'Aia, sulla facciata dell'edificio a destra, campeggia lo stemma della famiglia Pocci. Sullo stemma, di pietra serena, all'interno dello scudo contenente i tre merletti di una torre con il giglio fiorentino, è rappresentato un leone rampante; sopra lo scudo un elmo con visiera e pennacchio da condottiero. Data l'importanza della famiglia, si presume che questo stemma sia stato utilizzato in passato per rappresentare il paese di Calamecca. Infatti, lo stemma, oltre ad essere collocato su questa facciata, si ritrova all'interno della chiesa di San Miniato e sopra il portale della casa del vescovo Pocci in Calamecca. Dalla parte opposta della piazza, sulla facciata ai lati dell'arco medievale attraverso al quale si accedeva al castello, sono posizionate due lapidi: a sinistra quella in ricordo delle quindici vittime trucidate dalle truppe nazifasciste, sulla destra quella apposta da Le Società Pesciatine di Ginnastica e di Mutua Istruzione in onore del condottiero fiorentino Francesco Ferrucci, che a Calamecca trascorse la sua ultima notte precedente la battaglia di Gavinana. L’iscrizione del prof. Ciro Goiorani, poeta e patriota del Risorgimento, accosta la figura del Ferrucci a quella del re di Sparta Leonida, che con un pugno di uomini si sacrificò per il popolo greco nell’epica battaglia delle Termopili: “Il dì pria che spirasse / sulle pistoiesi Termopili / l’anima che fu in lui Leonida / qui sostò Francesco Ferrucci / coi morituri campioni / della repubblica fiorentina / vittima pattuita / d’un bacio pontificio imperiale / emulato in infamia non superato in viltà / dal pugnale di Maramaldo”. Nelle vicinanze della piazza, si può ancora scorgere l'edificio che ospitava la scuola elementare fino agli anni cinquanta, ora in parte adibito ad ambulatorio medico. Poco distante, nei pressi del parcheggio, si trova il vecchio lavatoio. Costituito da due vasche, una grande con il muretto di pietra a scivolo serviva per insaponare i panni, l'altra, più piccola, utilizzata per il risciacquo. Le attività economiche principali della piazza sono il bar, il negozio di alimentari e un ufficio postale aperto ad orari ridotti. Una volta a settimana viene a rifornire il paese il banco ortofrutta. Attraversando l'arco e percorrendo via Maggio, arriviamo presso la sede dell'Associazione Pro Loco, ex Casa del Fascio. Rifondata nel 1996 da alcuni paesani e villeggianti, da anni nel periodo di maggior affluenza turistica organizza eventi sportivi, ricreativi, culturali per tutte le età. All'interno dei locali Pro Loco è presente un antico "teatrino" utilizzato fino agli anni cinquanta e una piccola biblioteca/ludoteca. Altri luoghi di incontro e di svago per i bambini sono il parco giochi, situato nel centro del paese ed inaugurato nel 2017, e il campo da calcetto.

Madre con bambino

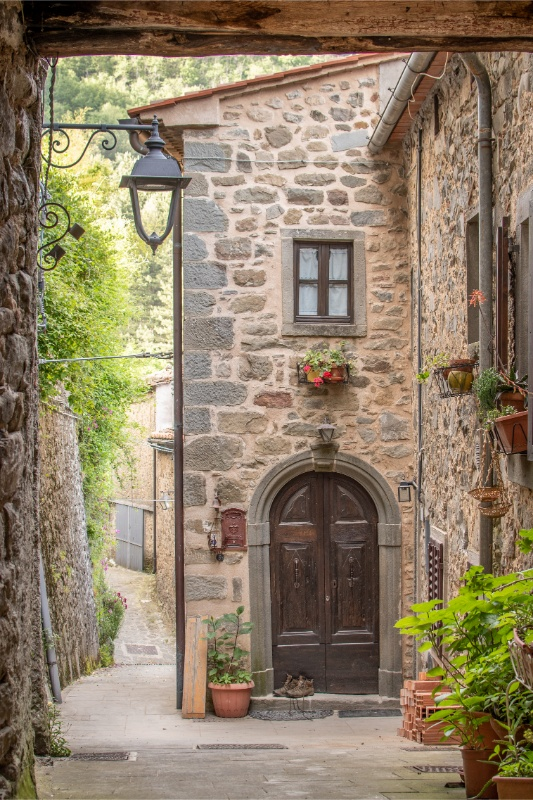
Il borgo - via del Ciliegio

### Parco della Rimembranza
A Calamecca, lungo il sentiero boschivo che porta al bivio di Casa di Monte-Macchia Antonini, dopo pochi metri sulla destra un cancello in ferro si apre sul parco della Rimembranza. Costruito su un vecchio cimitero, al momento della sua inaugurazione, nel 1928, il parco della Rimembranza era dedicato al ricordo dei caduti della prima guerra mondiale; nel 1967 fu eretto un monumento al centro del parco per ricordare anche le vittime civili dell'ultima guerra. Il cippo è costituito da una base piramidale in pietra, sormontata da un gruppo scultoreo raffigurante una madre col proprio figlio, opera realizzata dall'artista Renzo Garibaldi.

## Economia
Per secoli l'economia era basata sull'allevamento e sull'agricoltura, particolarmente sul castagno, di cui esistevano vastissime piantagioni per la successiva trasformazione in farina di castagne per la produzione di farina dolce che, assieme ai funghi eduli, le patate e i fagioli, erano la base dell'alimentazione delle famiglie della montagna. Le "selve" di castagneti, producevano ingenti quantità di castagne che una volta raccolte venivano essiccate nel metato e macinate nei vari mulini ad acqua siti sul fiume Pescia che ancora oggi ne conserva i ruderi, trasformandole così in farina dolce. Con la farina prodotta veniva poi preparata la polenta dolce e i necci. Le castagne invece venivano consumate come caldarroste, chiamate in dialetto locale frugiate, o in ballotte, fatte bollire in una pentola d'acqua con un rametto di alloro. Un altro piatto tipico di Calamecca era il vergato, preparato con la farina gialla e le verdure da minestra, una variante della fiorentina ribollita. Infine, un sostegno alle famiglie veniva dai prodotti degli alberi da frutto, soprattutto meleti, e dei prodotti del sottobosco: funghi eduli, mirtilli, more, lamponi, fragole. Un discreto apporto lo davano anche i prodotti del bosco e la loro lavorazione: legna da ardere e fascine, legname da serramenti e da opera, pali di castagno. Gli uomini, però, per garantire la sopravvivenza delle famiglie, erano costretti ad emigrare stagionalmente nella Maremma, ma anche in Sardegna e Corsica. I montani erano chiamati soprattutto per eseguire lavori forestali, particolarmente utilizzati nella preparazione del carbone vegetale, prodotto abitualmente anche sulla montagna pistoiese. Nella prima metà del XX secolo, quando il paese era arrivato a contare il suo massimo storico di 607 abitanti, molta della popolazione locale cominciò ad emigrare nei paesi del nord Europa, Germania Paesi Bassi e soprattutto in Francia, gran parte anche in America.

## Infrastrutture e trasporti
Il paese è attraversato dalla SP38, strada provinciale di collegamento con Femminamorta e i Comuni di Marliana e Pistoia e la SP34 che permette di raggiungere i Comuni di San Marcello Piteglio e Pescia. Il paese è servito da corse regolari giornaliere autobus di linea Blubus.